# مقاطعة أونونداغا (نيويورك)
مقاطعة أونونداغا (بالإنجليزية: Onondaga County)‏ هي إحدى المقاطعات في ولاية نيويورك في الولايات المتحدة الأمريكية.

## أعلام
- وليام ألستون
- جيمس كاليب جاكسون
- تشارلز د. روبنسون